# Vlastimil Zátka

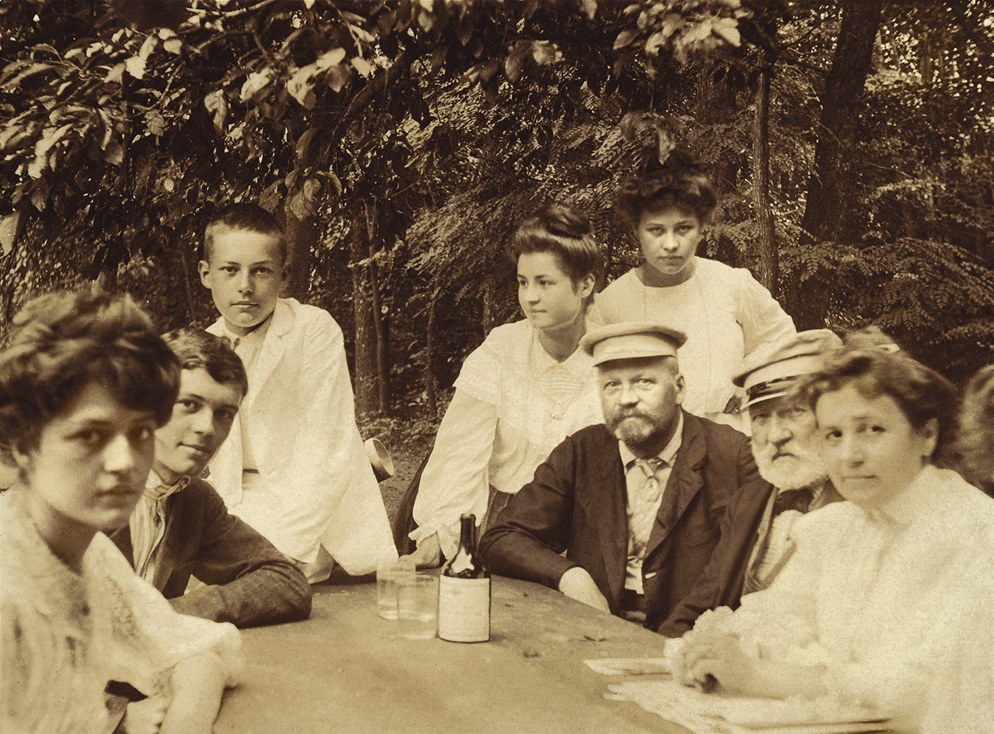
Rodina V. Zátky. Zleva - Růžena, Jaroslav Ferdinand, Oldřich, Miloslava, Zdenka (?), otec Vlastimil Zátka, František Havlíček (?), matka Karla Havlíčková-Zátková

Vlastimil Rostislav Zátka (11. srpna 1851 České Budějovice – 4. června 1907 Březí u Českých Budějovic) byl český potravinářský podnikatel, spoluzakladatel a spolumajitel továrny na výrobu těstovin a nudlí Bratří Zátkové v Březí, největšího podniku svého druhu v monarchii, a továrny na výrobu sycených nápojů a sodovek v Českých Budějovicích. Pocházel z úspěšné jihočeské podnikatelské rodiny podnikatelů a politiků Zátků. Díky podnikatelské činnosti rodiny zlidověla v češtině značka firmy Zátka jako označení pro kovový jednorázový uzávěr skleněné lahve, zátka.

## Život
Narodil se v Českých Budějovicích do rodiny místního mlynáře, podnikatele a politika Hynka Zátky, poslance rakouské Říšské rady. Vystudoval, poté získal zkušenosti v rodinné firmě. Jeho bratr August se stal právníkem a politikem, bratr Ferdinand podnikal a posléze přesídlil do Prahy.
Se svým bratrem Dobroslavem (19. 8. 1859 – 14. 12. 1946) podnikali v jižních Čechách. Vlastimil převzal otcův mlýn v Březí a s jeho podporou vystavěli a zprovoznili roku 1884 pod značkou Bratří Zátkové na druhém břehu Vltavy továrnu na výrobu těstovin (nudlí a makaronů). Tento podnik se posléze stal největším svého druhu v Rakousku-Uhersku. Od roku 1895 provozovali v Českých Budějovicích za Litvínovickým mostem i sodovkárnu (dříve Bratří Zátkové).
Rovněž působil jako president českobudějovické Obchodní a průmyslové komory.
Po smrti bratra Ferdinanda roku 1901 převzal Vlastimil řízení jeho rozsáhlé sodovkárny v pražském Karlíně, založené roku 1879, jedné z prvních ve střední Evropě. Tu vedl až do své smrti.
Vlastimil Zátka zemřel 4. června 1907 v Březí ve věku 55 let. Byl pohřben v rodinné hrobce na Olšanských hřbitovech.

## Rodina
Oženil se s pianistkou Karlou Zdenkou Františkou Havlíčkovou (1860–1950), neteří Karla Havlíčka Borovského. Se svou ženou měli čtyři dcery a dva syny. Sestry Růžena a Sláva, byly známými malířkami.